# レメディーズ
『レメディーズ』（Remedies）は、アメリカ合衆国のミュージシャン、ドクター・ジョンが1970年に発表した3作目のスタジオ・アルバム。

## 背景
アトランティック・レコードのプロデューサーのトム・ダウドと、バッファロー・スプリングフィールド等との仕事で知られるチャールズ・グリーンが共同プロデューサーに起用されたが、グリーンは本作が未完成の段階でマスターテープをレコード会社に渡したため、ドクター・ジョンと対立したという。17分に及ぶ「アンゴラ・アンセム」は、アンゴラ刑務所（ルイジアナ州立刑務所の通称）の劣悪な収容環境をモチーフとした曲で、後に『アンカット』誌のインタビューで語ったところによれば、元々はアンゴラ刑務所を出所した友人から売りつけられた歌だという。

## 評価・影響
ジェイムズ・クリスペルはオールミュージックにおいて5点満点中3点を付け「"Wash Mama Wash"や"Loop Garoo"のように突出した曲もある一方、陰気でミステリアスで徹底的に邪悪な響きの"Angola Anthem"も含まれている」と評している。また、David Gancherは1970年6月11日付の『ローリング・ストーン』誌において、サイド1を「コマーシャル・サイド」と呼び「面白おかしいライム、ストリートのスラング、ダブル・ミーニングに満ちている」とする一方、サイド2の「アンゴラ・アンセム」に関しては「時折興味深い部分もあるが、この曲はドラマも言葉も音楽も欠如している。聴くのはおろか、踊るのも無理だ」と評している。
「マルディ・グラ・デイ」は、マンフレッド・マンズ・アース・バンドのアルバム『メッシン』（1973年）でカヴァーされた。

## 収録曲
全曲ともマック・レベナック（ドクター・ジョン）作。
1. ループ・ガルー - "Loop Garoo" - 4:42
2. ホワット・ゴーズ・アラウンド・カムズ・アラウンド - "What Goes Around Comes Around" - 2:57
3. ウォッシュ・ママ・ウォッシュ - "Wash, Mama, Wash" - 3:42
4. チッピー・チッピー - "Chippy, Chippy" - 3:32
5. マルディ・グラ・デイ - "Mardi Gras Day" - 8:11
6. アンゴラ・アンセム - "Angola Anthem" - 17:35

## 参加ミュージシャン
- ドクター・ジョン Dr. John - プロデューサー、ボーカル、ピアノ、ギター
- チャールズ・グリーン Charles Greene - プロデューサー
- トム・ダウド Tom Dowd - プロデューサー
- コールド・グリッツ Cold Grits - ギター、ベース、ドラムス
- ジェシー・ヒル Jessie Hill - バックグラウンド・ヴォーカル、パーカッション
- シャーリー・グッドマン Shirley Goodman - バックグラウンド・ヴォーカル
- タミ・リン Tami Lynn - バックグラウンド・ボーカル